# 五车增二
英仙座57，又名BD+42 990，HD 28704、SAO 39604、HR 1434，是英仙座的一颗恒星，视星等为6.09，位于銀經160.02，銀緯-3.27，其B1900.0坐标为赤經4h 26m 22.6s，赤緯+42° -3.27′ 2″。